# 霍斯特·希马尼亚克
霍斯特·希马尼亚克（德語：Horst Szymaniak，1934年8月29日—2009年10月9日），德国男子足球运动员，场上位置是中场。他曾代表德国参加1958年和1962年国际足联世界杯，其中1958年世界杯获得第四名。